# Tosin Oke
Tosin Oke (Londra, 1º ottobre 1980) è un triplista nigeriano con cittadinanza britannica.

## Palmarès
| Anno                                  | Manifestazione          | Sede           | Evento       | Risultato | Prestazione | Note                                     |
| ------------------------------------- | ----------------------- | -------------- | ------------ | --------- | ----------- | ---------------------------------------- |
| In rappresentanza della Gran Bretagna |                         |                |              |           |             |                                          |
| 1999                                  | Europei juniores        | Riga           | Salto triplo | Oro       | 16,57 m     |                                          |
| 2002                                  | Europei                 | Monaco         | Salto triplo | Finale    | nm          |                                          |
| In rappresentanza dell' Inghilterra   |                         |                |              |           |             |                                          |
| 2002                                  | Giochi del Commonwealth | Manchester     | Salto triplo | 5º        | 16,65 m     |                                          |
| In rappresentanza della Nigeria       |                         |                |              |           |             |                                          |
| 2009                                  | Mondiali                | Berlino        | Salto triplo | 16º (q)   | 16,87 m     | Miglior prestazione personale            |
| 2010                                  | Campionati africani     | Nairobi        | Salto triplo | Oro       | 17,22 m     |                                          |
| 2010                                  | Giochi del Commonwealth | Nuova Delhi    | Salto triplo | Oro       | 17,16 m     |                                          |
| 2011                                  | Mondiali                | Taegu          | Salto triplo | 16º (q)   | 16,60 m     |                                          |
| 2011                                  | Giochi panafricani      | Maputo         | Salto triplo | Oro       | 16,65 m     |                                          |
| 2012                                  | Campionati africani     | Porto-Novo     | Salto triplo | Oro       | 16,98 m     |                                          |
| 2012                                  | Giochi olimpici         | Londra         | Salto triplo | 7º        | 16,95 m     |                                          |
| 2014                                  | Giochi del Commonwealth | Glasgow        | Salto triplo | Argento   | 16,84 m     | Miglior prestazione personale stagionale |
| 2014                                  | Campionati africani     | Marrakech      | Salto triplo | Argento   | 16,97 m     |                                          |
| 2015                                  | Mondiali                | Pechino        | Salto triplo | 8º        | 16,81 m     |                                          |
| 2015                                  | Giochi panafricani      | Brazzaville    | Salto triplo | Oro       | 17,00 m     |                                          |
| 2016                                  | Mondiali indoor         | Portland       | Salto triplo | 6º        | 16,73 m     | Miglior prestazione personale stagionale |
| 2016                                  | Campionati africani     | Durban         | Salto triplo | Oro       | 17,13 m     |                                          |
| 2016                                  | Giochi olimpici         | Rio de Janeiro | Salto triplo | 23º (q)   | 16,47 m     |                                          |
| 2017                                  | Mondiali                | Londra         | Salto triplo | 25º (q)   | 16,17 m     |                                          |